# Трахтемирівська сотня
Трахтемирівська сотня (вона ж і Терехтемирівська) — козацька сотня, адміністративно-територіальна та військова одиниця Переяславського полку у добу Гетьманщини.

## Історія
Одним із найстаріших козацьких осередків було містечко Трахтемирів яке відоме з кінця XVI ст. Від початку XVII ст. це був центр українського реєстрового козацтва. В 30-х років XVII ст. тут сформувався Канівський козацький полк, на території якого знаходився і Трахтемирів. Козацький військовий загін армії Б. Хмельницького утворився у ньому ще на початку 1648 року, як адміністративно-військовий підрозділ Канівського полку. Трахтемирівська сотня юридично оформлена за Зборівським трактатом у жовтні 1649 року у кількості 167 козаків. Протягом 1649—1667 pp. була у складі Канівського полку.
Після Андрусівської угоди Трахтемирів, хоч і лежав на правому березі Дніпра, відійшов до Московського царства і був включений разом з околицею та лівобережними селами, біля Трахтемирівської переправи через Дніпро, до Переяславського полку. У його складі сотня перебувала від 1667 до 1782 року.
Поселення Трахтемирівської сотні в 1750—1769 роках: Андруші, В'юнище, Городище, Гречаники, Караньська слобода, Козинці, Підбілки (?), Підсінне, Полуботькова слобода, Стовп'яги, Яшники. Сотенний центр: містечко Трахтемирів.
Після ліквідації сотні в 1782 році, її поселення увійшли до Переяславського повіту Київського намісництва. У 1970-х роках, більшість з них будуть затопленні водами Дніпра зі створенням Канівського водосховища.

## Сотенний устрій

### Сотники
- Цепковський (1649)
- Бутенко Андрій (1659)
- Сергій (1660)
- Труш (1665)
- Лесенко Семен (1682)
- Цибуленко Семен (1682—1683)
- Дараган Федір (1695—1706)
- Іскра Клим Захарович (1708—1712)
- Рустанович Яків (1717—1732)
- Гриневич Сава Петрович (1732—1754)
- Дах Костянтин (1736; 1737)
- Милаш Григорій (1738; 1739)
- Салута Степан (1747, н.)
- Киселівський Федір (1754—1755)
- Гриневич Сава Петрович (1755—1757)
- Гриневич Михайло Савич (1757—1767)
- Гриневич Федір Савич (1767—1779)

### Писарі
- Логвинович Герман (1732—1734)
- Кіндратович Іван (1736—1737)
- Гаврилович Яким (1738—1740)
- Василевич Назар (1741—1746)
- Романович Григорій (1752)
- Романович Йосип (1758—1763)
- Сірик Степан (1768)
- Бечка Степан (1769—1782)

### Осавули
- Федоренко Яким (1732)
- Печеник Лаврін (1734)
- Бович Дмитро (1736)
- Матяш Федір (1737—1762)
- Ємець Антін (1767—1782)

### Хорунжі
- Бовенко Василь (1729—1732)
- Тарасенко Максим (1734)
- Матюк Денис Тимофійович (1736)
- Туркало [Турченко] Ярема 1737—1762)
- Середа Григорій (1766)
- Савенко Григорій (1769—1772)
- Матвієнко Яків (1772—1776)
- Курилко Данило (1776—1782).

### Городовіотамани
- Дах Костянтин (1731—1737)
- Милаш Григорій (1738—1739)
- Салута Степан (1741)
- Городниченко Андрій (1743—1746)
- Масло Григорій (1752)
- Кривенко Андрій (1757—1758)
- Чубук Марко (1762)
- Савенко Григорій (1772—1774)
- Солонина Павло 1779—1782)

## Опис Трахтемирівської сотні
За описом Київського намісництва 1781 року наявні такі дані про основні села та населення Трахтемирівської сотні напередодні ліквідації:
| Села, селища, слободи і хутори Трахтемирівської сотні, що у Переяславському повіті (тобто на лівому березі Дніпра) | Дворян і шляхетства | Різночинців | Духовенства | Церковників | Греків | Хат              | Хат                   | Хат   | Хат                                        | Хат                                                           | Всього | Всього                             |
| --- | ------------------- | ----------- | ----------- | ----------- | ------ | ---------------- | --------------------- | ----- | ------------------------------------------ | ------------------------------------------------------------- | ------ | ---------------------------------- |
| Села, селища, слободи і хутори Трахтемирівської сотні, що у Переяславському повіті (тобто на лівому березі Дніпра) | Дворян і шляхетства | Різночинців | Духовенства | Церковників | Греків | козаків виборних | козаків підпомічників | міщан | посполитих коронних, в тому числі рангових | посполитих власницьких, різночинських і козацьких підсусідків | хат    | за останньою 1764 року ревізії душ |
| село Стовп'яги з селищем Гречаники                                                                                 | 1                   | 3           | 1           | 1           | —      | 30               | 23                    | —     | 11                                         | 40                                                            | 104    | —                                  |
| село Яшники | —                   | —           | 1           | 1           | —      | 5                | 15                    | —     | —                                          | 64                                                            | 84     | —                                  |
| село Підсінне | 1                   | 2           | 1           | 1           | —      | 26               | 20                    | —     | —                                          | 30                                                            | 76     | —                                  |
| село Андруші | —                   | —           | 1           | —           | —      | —                | —                     | —     | —                                          | 38                                                            | 38     | —                                  |
| слобода Карань | —                   | —           | —           | —           | —      | —                | —                     | —     | —                                          | 34                                                            | 34     | —                                  |
| слобода Полуботькова                                                                                               | 1                   | —           | —           | —           | —      | —                | —                     | —     | —                                          | 19                                                            | 19     | —                                  |
| село Козинці | 2                   | —           | 1           | 1           | —      | 28               | 16                    | —     | —                                          | 29                                                            | 73     | —                                  |
| село В'юнище | 1                   | 1           | 1           | 1           | —      | 18               | 12                    | —     | —                                          | 69                                                            | 99     | —                                  |
| селище Городище | —                   | —           | —           | —           | —      | 18               | 9                     | —     | —                                          | 11                                                            | 38     | —                                  |
| хутір Гречаницький                                                                                                 | —                   | —           | —           | —           | —      | —                | —                     | —     | —                                          | 4                                                             | 4      | —                                  |
| хутір судді полкового Лебединського                                                                                | —                   | —           | —           | —           | —      | —                | —                     | —     | —                                          | 2                                                             | 2      | —                                  |
| хутір ранговий коменданта переяславського                                                                          | —                   | —           | —           | —           | —      | —                | —                     | —     | 1                                          | —                                                             | 1      | —                                  |
| хутір колезького асесора Гриневича                                                                                 | —                   | —           | —           | —           | —      | —                | —                     | —     | —                                          | 1                                                             | 1      | —                                  |
| хутір Голосіївський                                                                                                | —                   | —           | —           | —           | —      | —                | —                     | —     | —                                          | 1                                                             | 1      | —                                  |
| хутір судді полкового Дарагана                                                                                     | —                   | —           | —           | —           | —      | —                | —                     | —     | —                                          | 1                                                             | 1      | —                                  |
| хутір бунчукового товариша Маркевича                                                                               | —                   | —           | —           | —           | —      | —                | —                     | —     | —                                          | 4                                                             | 4      | —                                  |
| хутір Чаплінський                                                                                                  | —                   | —           | —           | —           | —      | —                | —                     | —     | —                                          | 1                                                             | 1      | —                                  |
| хутір судді полкового Ісаєвича                                                                                     | —                   | —           | —           | —           | —      | —                | —                     | —     | —                                          | 3                                                             | 3      | —                                  |
| хутір Кафедрального Переяславського монастиря                                                                      | —                   | —           | —           | —           | —      | —                | —                     | —     | —                                          | 1                                                             | 1      | —                                  |
| хутір судді полкового Дарагана                                                                                     | —                   | —           | —           | —           | —      | —                | —                     | —     | —                                          | 1                                                             | 1      | —                                  |
| Всього у сотні Трахтемирівській                                                                                    | 6                   | 6           | 6           | 5           | —      | 125              | 95                    | —     | 12                                         | 353                                                           | 585    | 1431                               |